# American Football League
La American Football League (AFL) è stata una lega professionistica statunitense di football americano attiva dal 1960 al 1969, anno in cui confluì nella sua principale concorrente, la National Football League.

## Storia
In seguito al successo crescente della National Football League negli anni 1950, molti investitori erano interessati a creare nuove squadre, ma vista la riluttanza della dirigenza dell'epoca della NFL ad ampliare il numero di 12 squadre di cui era allora composta, alcuni degli investitori decisero di fondare una nuova lega.
Nella prima stagione giocarono otto squadre: Boston Patriots, Buffalo Bills, Dallas Texans, Denver Broncos, Houston Oilers, Los Angeles Chargers, New York Titans e Oakland Raiders.
Nel 1966 si aggiunsero i Miami Dolphins, seguiti nel 1968 dai Cincinnati Bengals.
Nel corso degli anni tra le squadre fondatrici vi furono alcuni cambiamenti, i Titans cambiarono il nome in Jets, i Texans si trasferirono a Kansas City e cambiarono nome in Chiefs ed i Chargers si trasferirono a San Diego.
Già nel 1966 AFL e NFL stabilirono una collaborazione che portò all'istituzione del Super Bowl, una partita che metteva a confronto i vincitori delle due leghe. Dal 1970, a seguito della fusione con la NFL, tutte le squadre della AFL entrarono nella American Football Conference ed a partire da quella stagione i Super Bowl vengono giocati tra la squadra vincitrice della American Football Conference e la vincitrice della National Football Conference.
I 10 titoli assegnati dalla AFL prima della fusione con la NFL non vengono conteggiati nell'albo d'oro e nelle statistiche della NFL.
Nel 2009 la NFL ha celebrato il 50º anniversario della fondazione della AFL con varie iniziative e durante la stagione le squadre provenienti originariamente da questa lega hanno giocato con divise rievocative dell'epoca.

## Squadre
Le squadre della AFL erano divise in due raggruppamenti: la Eastern Division e la Western Division. La tabella seguente riassume la situazione delle franchigie nelle diverse stagioni.
| Division | Squadra                          | Prima stagione | Stadio di casa | Risultati | Titoli AFL |
| -------- | -------------------------------- | -------------- | --- | --------- | ---------- |
| Eastern  | Boston Patriots                  | 1960           | Nickerson Field (1960-1962), Fenway Park (1963-1968), Alumni Stadium (1969)                                                | 64-69-9   | 0          |
| Eastern  | Buffalo Bills                    | 1960           | War Memorial Stadium (1960-1969)                                                                                           | 67-71-6   | 2          |
| Eastern  | Houston Oilers                   | 1960           | Jeppesen Stadium (1960–1964), Rice Stadium (1965–1967), Houston Astrodome (1968–1969)                                      | 72-69-4   | 2          |
| Eastern  | Miami Dolphins                   | 1966           | Miami Orange Bowl | 15-39-2   | 0          |
| Eastern  | New York Titans/Jets             | 1960           | Polo Grounds (1960-1963), Shea Stadium (1964–1969)                                                                         | 71-67-6   | 1          |
| Western  | Cincinnati Bengals               | 1968           | Nippert Stadium (1968-1969)                                                                                                | 7-20-1    | 0          |
| Western  | Dallas Texans/Kansas City Chiefs | 1960           | Cotton Bowl (1960-1962), Municipal Stadium (1963–1969)                                                                     | 92-50-5   | 3          |
| Western  | Denver Broncos                   | 1960           | Bears Stadium/Mile High Stadium (1960–1969)                                                                                | 39-97-4   | 0          |
| Western  | Los Angeles/San Diego Chargers   | 1960           | Los Angeles Memorial Coliseum (1960), Balboa Stadium (1961–1966), San Diego Stadium (1967–1969)                            | 88-51-6   | 1          |
| Western  | Oakland Raiders                  | 1960           | Kezar Stadium (1960), Candlestick Park (1961), Frank Youell Field (1962–1965), Oakland-Alameda County Coliseum (1966–1969) | 80-61-5   | 1          |

### Albo d'oro della AFL
- 1960 Houston Oilers
- 1961 Houston Oilers
- 1962 Dallas Texans
- 1963 San Diego Chargers
- 1964 Buffalo Bills
- 1965 Buffalo Bills
- 1966 Kansas City Chiefs
- 1967 Oakland Raiders
- 1968 New York Jets
- 1969 Kansas City Chiefs